# 정옌펀
쩡옌펀(중국어 간체자: 曾艳芬, 정체자: 曾艷芬, 병음: Zēng Yànfēn, 한자음: 증염분, 영어: Ruri Zeng, 1991년 1월 30일 ~ )은 중국의 배우, 가수이다. 이전, 중국의 걸 그룹 SNH48 Team Nll의 일원이었다.

## 음악 작품

### SNH48 참가 곡

#### EP
| No   | 음반                                  | 참가 곡                               | 명의        | MV | 각주             |
| ---- | ------------------------------------- | ------------------------------------- | ----------- | -- | ---------------- |
| 3rd  | 《사랑하는 포춘 쿠키》 (爱的幸运曲奇) | 낭만적인 크리스마스 이브 (浪漫圣诞夜) | Team NII    |    |                  |
| 4th  | 《텔레파시》 (心电感应)               | 사랑의 의미 (爱的意义)                | Team NII    |    |                  |
| 5th  | 《UZA》 (呜吒)                        | 첫 번째 토끼 (第一只兔子)             | Team NII    |    |                  |
| 6th  | 《청춘의 약속》 (青春的约定)          | 청춘의 약속 (青春的约定)              | 선발        | ★  |                  |
| 6th  | 《청춘의 약속》 (青春的约定)          | 너를 좋아하니까 (因为喜欢你))         | Team NII    |    |                  |
| 7th  | 《After rain》 (雨季之后)             | 사랑을 키워온 일기 (爱情养成日记)     | Team NII    |    |                  |
| 8th  | 《한여름의 좋은 소리》 (盛夏好声音)   | 한여름의 좋은 소리 (盛夏好声音)       | 선발        | ★  |                  |
| 8th  | 《한여름의 좋은 소리》 (盛夏好声音)   | 키스 진행식 (亲吻进行式)              | Team NII    |    |                  |
| 9th  | 《할로윈 나이트》 (万圣节之夜)        | 할로윈 나이트 (万圣节之夜)            | TOP 16      | ★  |                  |
| 9th  | 《할로윈 나이트》 (万圣节之夜)        | 첫사랑 나비 (初恋蝴蝶)                | Team NII    |    |                  |
| 10th | 《새해의 종소리》 (新年的钟声)        | 빵과 버터 (面包和奶油)                | Team NII    |    |                  |
| 11th | 《원동력》 (源动力)                   | 정의의 손 (正义之手)                  | Team NII    |    |                  |
| 12nd | 《꿈의 섬》 (梦想岛)                  | 전속 파티 (专属派对)                  | Team NII    |    |                  |
| 13rd | 《공주의 망토》 (公主披风)            | 공주의 망토 (公主披风)                | TOP 16      | ★  |                  |
| 13rd | 《공주의 망토》 (公主披风)            | Do it                                 | Team NII    |    |                  |
| 14th | 《새해의 이 순간》 (新年这一刻)       | 새해의 이 순간 (新年这一刻)           | 선발        | ★  | 센터             |
| 14th | 《새해의 이 순간》 (新年这一刻)       | Brave Heart                           | Team NII    |    |                  |
| 15th | 《서로의 미래》 (彼此的未来)          | 경청하는 나의 사랑 (倾听我的爱)       | Team NII    |    |                  |
| 16th | 《여름의 레몬선》 (夏日柠檬船)        | 한정된 계절 (限定季)                  | Team NII    |    |                  |
| 17th | 《나폴리의 여명》 (那不勒斯的黎明)    | 나폴리의 여명 (那不勒斯的黎明)        | TOP 16      | ★  | 마지막 선발 작품 |
| 17th | 《나폴리의 여명》 (那不勒斯的黎明)    | 나의 마음은 날아가 (我心翱翔)         | SNH48 Group | ★  |                  |